# Веспер (Висконсин)
Веспер (енгл. Vesper) град је у америчкој савезној држави Висконсин.

## Демографија
По попису из 2010. године број становника је 584, што је 43 (7,9%) становника више него 2000. године.
| Група             | 2000.       | 2010.       |
| Белци             | 531 (98,2%) | 560 (95,9%) |
| Афроамериканци    | 0 (0,0%)    | 0 (0,0%)    |
| Азијати           | 1 (0,2%)    | 2 (0,3%)    |
| Хиспаноамериканци | 4 (0,7%)    | 6 (1,0%)    |
| Укупно            | 541         | 584         |